# 本町 (伊勢崎市)
本町（ほんまち）は、群馬県伊勢崎市の町名である。郵便番号は372-0047。面積は0.13km2旧町名としては、本町一丁目が概ね現在の本町1番、本町2番のそれぞれ南半分、本町20番、本町23番、本町二丁目が本町3番、4番のそれぞれ南半分、本町三丁目が本町のうち6番、7番、12番、15番、本町四丁目が本町のうち10番、11番の北半分、本町5丁目が中央町のうち1番～9番、10番、16番のうちそれぞれ北端、17番、本町六丁目がおおむね東本町の全域、本町七丁目がおおむね下植木町の全域にあたる。

## 地理
伊勢崎市の中部に位置している。

## 歴史
江戸時代頃からある地名である。

### 年表
- 1889年 町村制施行により佐位郡伊勢崎町が成立したため、伊勢崎町の通称町名となる。
- 1896年 郡制施行により、佐波郡伊勢崎町本町一丁目、本町二丁目、本町三丁目となる。
- 1910年 本町三丁目のうち六間道路以東から伊勢崎町本町四丁目が成立。
- 1940年 佐波郡伊勢崎町が市制施行して伊勢崎市となる。同時に錦町の全域から本町五丁目、大字下植木から本町六丁目、七丁目が成立（いずれも通称町名）。
- 1966年 住居表示実施に伴い、本町一丁目、本町二丁目、本町三丁目、本町四丁目の全域及び、西町、宮本町、住吉町、幸町、福住町、新町、栄町の各一部から本町（丁目無し）、本町五丁目、東町の各全域及び幸町の一部から中央町が成立。同日、本町一丁目、本町二丁目、本町三丁目、本町四丁目、本町五丁目消滅。

1970年 本町六丁目の全域から東本町、本町七丁目の全域から下植木町が成立。これに伴い、本町六丁目、本町七丁目消滅。以降、住居表示実施区域のみとなる。

## 世帯数と人口
2020年（令和2年）6月1日現在の世帯数と人口は以下の通りである。
| 町丁 | 世帯数  | 人口  |
| ---- | ------- | ----- |
| 本町 | 198世帯 | 404人 |

## 小・中学校の学区
市立小・中学校に通う場合、学区は以下の通りとなる。
| 番地 | 小学校             | 中学校               |
| ---- | ------------------ | -------------------- |
| 全域 | 伊勢崎市立南小学校 | 伊勢崎市立第一中学校 |

## 交通

### 鉄道
- 地区内を鉄道は通っていない。（最寄駅はJR両毛線伊勢崎駅）

### 道路
- 群馬県道2号前橋館林線
- 群馬県道・埼玉県道14号伊勢崎深谷線

## 施設
- 伊勢崎神社
- 群馬銀行 伊勢崎支店
- 東和銀行 伊勢崎支店
- 足利銀行 伊勢崎支店